# フラーレン配位子
フラーレン配位子 (フラーレンはいいし、英: Fullerene ligand) は、有機金属化学において見られる金属に配位した状態のフラーレンである。フラーレンはほぼ炭素のみから構成された球状の分子であり、最も基本的なものはC60である。フラーレンの多くの用途の一つに、有機金属化合物の配位子としての役割がある。フラーレンは1985年にハロルド・クロトー、リチャード・スモーリーらによって最初に合成されたが、配位子としての利用は1991年、C60が白金に配位した[(Ph3)P]2Pt(η2-C60)が合成されたのが最初である。これを皮切りに、様々な遷移金属や結合様式を有する多くのフラーレン配位化合物が合成され始めた。ほとんどのフラーレン配位子はC60を基盤にしているが、C70を用いたC70Rh(H)(CO)(PPh3)2のような異なった大きさのフラーレンを用いたものも合成されている。

## 結合様式
多くのフラーレン配位子はテトラシアノエチレンのような電子不足のアルケンと同様に振る舞い、配位子としてのハプト数は2となる。この結合は六員環同士が縮環している箇所に起こる。これらの系においてヘキサハプト、ペンタハプト結合が生成することは稀で、金属が結合した六員環の結合長が交互に変化していることから、複数のジハプト結合が生成していると考えられる。これは以下のルテニウム錯体で見られる。

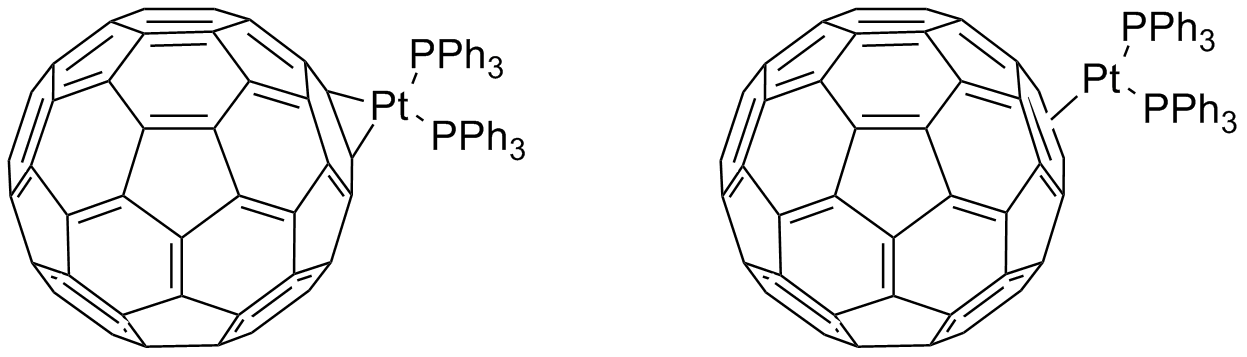
白金の結合様式

この例においては、各ルテニウムが六員環の炭素2個ずつに配位する。この結合はμ3-η2:η2:η2の接頭辞で示され、フラーレンが3個の金属原子を架橋していること、各金属原子が隣接する炭素1対と結合していることを示している。
よりハプト数の高い錯体はC60Ph−
5において見られる。この系では複数の置換基で囲まれた五員環がシクロペンタジエニル配位子 (Cp) のように振る舞う。
この例における錯体の構造は、片方の配位子が多置換Cp配位子となったフェロセンと非常に類似している。ルテニウムも鉄と同様に振る舞い、この型の錯体を形成する。
1個のフラーレンが複数の金属と結合した[(Et3P)2Pt]6C60のような例もある。

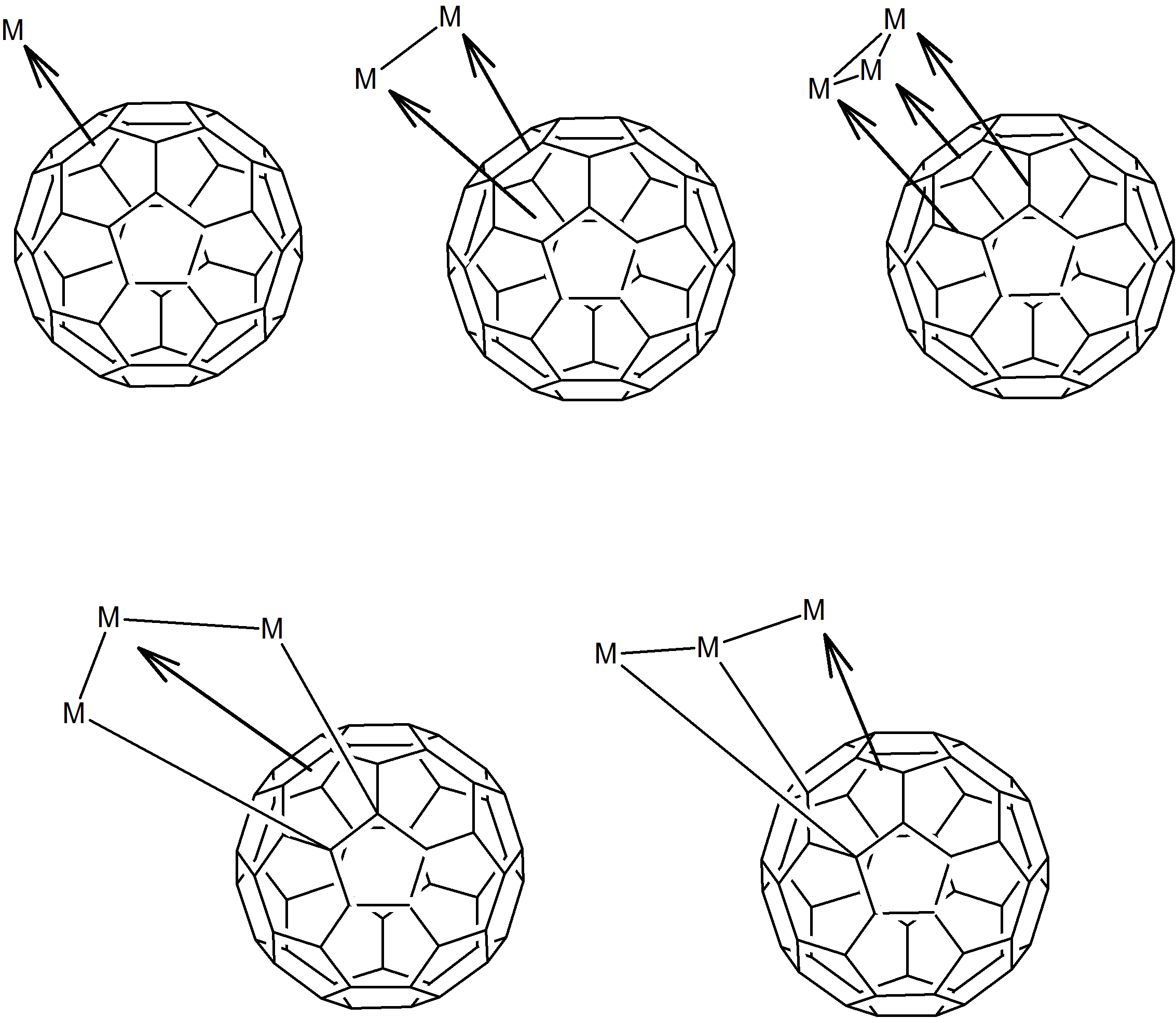
フラーレン配位子と金属の様々な結合

この系においては、6個の白金ユニットがフラーレンの周囲に八面体形に配される。複数の金属原子が結合する様式には、他にも右図のようなものがある。

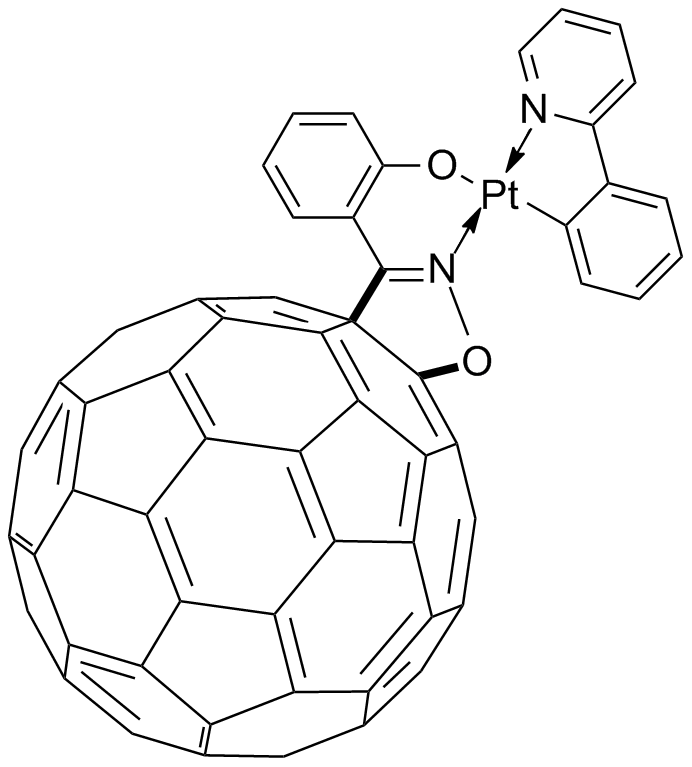
白金をキレートするイソオキサゾリンフラーレン

一般的な配位子にフラーレンを組み込んだものも存在し、これは白金、レニウム、イリジウムをキレートするイソオキサゾリンフラーレンにおいて見られる。

## 金属による分類
白金、パラジウム、ニッケルはC60ML2（L=一座または二座のリン配位子）型の錯体を形成する。これらはエチレン、アセトニトリルのような結合の弱い配位子を置換する形で合成が可能である。
{\displaystyle {\ce {[(Ph3)P]2Pt(C2H4)\ + C60 ->\ [(Ph3)P]2Pt(\eta^2-C60)\ + C2H4}}}
同様にオスミウム、イリジウム、ロジウムも金属中心として用いられる。これらの基本的な形はC60MLnまたはC70MLnで、nは通常4だが3の場合もある。これらの金属中心において、Lはホスフィンに加え水素やカルボニルの場合もある。しかし、イリジウムやロジウムのアニオンにおいてLがトリフェニルホスフィン (PPh3) の場合は少々不安定であり、速やかな還元を受ける。PPh3をDIOP（(PPh2CH2CHO2)2C(CH3)2）に差し替えることで安定性は増す。オスミウム錯体はロジウムやイリジウム錯体より安定となる傾向がある。この型の錯体においては、コバルトやルテニウムのアニオンにも安定性の問題がある。
オスミウムは複数のOs中心を有するOs3(CO)7(PMe3)2(μ3-η2:η2:η2C60)のような錯体を形成することが可能である。イリジウムも同様の多核錯体や複数のフラーレン配位子を有する錯体を形成し、Ir4(CO)3(μ4-CH)(PMe3)2(μ-PMe)2(CNCH2Ph)(μ-η2:η2C60)(μ4-η1:η1:η2:η2C60)では4個のIr中心と2個のフラーレン配位子が複数の結合様式で結合している。ロジウムも同様に、6個までのロジウム原子クラスターと2個のフラーレン配位子からなる(C60)Rh6(C60)型の錯体を形成する。ルテニウムはPtRu5C(CO)11(η2-dppe)(μ3-C60)のような、複数種の金属を含む多核錯体を形成できる。
{\displaystyle {\ce {3Cp^{\ast }Ru(MeCN)^{3}+\ +C60->\ \{[Cp^{\ast }Ru(MeCN)2]3C60\}^{3}+\ +3MeCN}}}
モリブデン(0)、タングステン(0)、レニウムに関してはホスフィン配位子を伴うフラーレン錯体がよく知られている。また、Re2(PMe3)4H8(η2:η2C60)と表される、ヒドリドが架橋配位子として振る舞う二レニウム錯体が知られている。

## 用途
商業的な応用は未だ行われていないが、触媒、非線形光学素材、超分子の構成要素などへの適用可能性に興味が持たれている。